# ISO 3166-2:KE
ISO 3166-2:KE — стандарт Международной организации по стандартизации, который определяет геокоды. Является подмножеством стандарта ISO 3166-2, относящимся к Кении. Стандарт охватывает 8 провинций Кении. Каждый геокод состоит из двух частей: кода Alpha2 по стандарту ISO 3166-1 для Республики Кения — KE и дополнительного кода, записанных через дефис. Дополнительный код образован трехсимвольным числом. Геокоды провинций Кении являются подмножеством кодов домена верхнего уровня — KE, присвоенного Кении в соответствии со стандартами ISO 3166-1.

## Геокоды Кении
Геокоды 8 провинций административно-территориального деления Кении.
| Геокод | Административная единица | Статус    |
| ------ | ------------------------ | --------- |
| KE-110 | Найроби                  | провинция |
| KE-200 | Центральная              | провинция |
| KE-300 | Прибрежная               | провинция |
| KE-400 | Восточная                | провинция |
| KE-500 | Северо-Восточная         | провинция |
| KE-600 | Ньянза                   | провинция |
| KE-700 | Рифт-Валли               | провинция |
| KE-800 | Западная                 | провинция |

## Геокоды пограничных Кении государств
- Эфиопия — ISO 3166-2:ET (на севере),
- Сомали — ISO 3166-2:SO (на востоке),
- Танзания — ISO 3166-2:TZ (на юго-западе),
- Уганда — ISO 3166-2:UG (на западе),
- Южный Судан — ISO 3166-2:SS (на северо-западе).